# Chernivtsi (huyện)
Huyện Chernivtsi (tiếng Ukraina: Чернівецький район, chuyển tự: Chernivtsis’kyi raion) là một huyện của tỉnh Vinnytsia thuộc Ukraina. Huyện Chernivtsi có diện tích 592 km², dân số theo điều tra dân số ngày 5 tháng 12 năm 2001 là 28661 người với mật độ 48 người/km2. Trung tâm huyện nằm ở Chernivtsi.